# Niederrheinpokal 2019/20
Der Niederrheinpokal 2019/20 war die 40. Austragung des Fußball-Verbandspokal im Fußballverband Niederrhein. Die Saison wurde unter dem Namen RevierSport-Niederrheinpokal 2019/20 ausgetragen. Das ursprünglich für den 23. Mai 2020 angesetzte Finale gewann Rot-Weiss Essen am 22. August 2020 gegen den 1. FC Kleve im Stadion Essen. Aufgrund der COVID-19-Pandemie war der Pokal zwischen dem 21. April und dem 18. August 2020 unterbrochen.

## Teilnehmende Mannschaften
Für die erste Runde waren folgende 64 Mannschaften sportlich qualifiziert:
| 3. Liga die 2 verbandsangehörigen Vereine der Saison 2018/19, (Absteiger 2. Bundesliga) | Regionalliga West die 4 verbandsangehörigen Vereine der Saison 2018/19 | Oberliga Niederrhein die 18 Vereine der Saison 2018/19 |
| MSV Duisburg KFC Uerdingen 05 | Rot-Weiß Oberhausen Rot-Weiss Essen Wuppertaler SV SV Straelen | VfB Homberg Sportfreunde Baumberg 1. FC Bocholt 1. FC Monheim SSVg Velbert Ratingen 04/19 TSV Meerbusch TuRU Düsseldorf SpVg Schonnebeck VfB 03 Hilden SC Velbert 1. FC Kleve Schwarz-Weiß Essen SC Union Nettetal SC Düsseldorf-West TV Jahn Hiesfeld VfB Speldorf FSV Duisburg                                |
| Vertreter der Kreise im FV Niederrhein 40 Vertreter der 13 Fußballkreise des FV Niederrhein, anzahl der Startplätze pro Kreis ist abhängig von der Anzahl der Vereine, welche sich im Kreis befinden | | |
| - Duisburg / Mülheim / Dinslaken Viktoria Buchholz SV Genc Osman Duisburg Duisburger FV 08 - Düsseldorf Rather SV MSV Düsseldorf DJK Sparta Bilk - Essen FC Kray SV Burgaltendorf ESC Rellinghausen 06 SG Kupferdreh-Byfang - Grevenbroich / Neuss SC Kapellen-Erft 1. FC Grevenbroich-Süd TuS Hackenbroich | - Kempen / Krefeld VfR Fischeln TSV Kaldenkirchen SSV Strümp VSF Amern - Kleve / Geldern SGE Bedburg-Hau SV 19 Sevelen SV 1926 Rindern Viktoria Goch - Moers SV Scherpenberg GSV Moers SV Budberg - Mönchengladbach / Viersen SC Hardt 1. FC Viersen ASV Einigkeit Süchteln | - Oberhausen / Bottrop SV Fortuna Bottrop SC 1920 Oberhausen Glück-Auf Sterkrade - Rees / Bocholt SV Friedrichsfeld SV Blau-Weiß Dingden TuB Bocholt Hamminkelner SV - Remscheid FC Remscheid - Solingen DV Solingen TSV Solingen-Aufderhöhe - Wuppertal / Niederberg TVD Velbert TSV 05 Ronsdorf FSV Vohwinkel |

## Termine
Die Spielrunden sollten ursprünglich an folgenden Terminen ausgetragen werden, wobei einzelne Spielansetzungen aufgrund von Terminkonflikten aus den Rahmenterminen heraus genommen werden mussten:
- 1. Runde: 4. bis 8. August 2019
- 2. Runde: 3. bis 5. September 2019
- Achtelfinale: 8. bis 10. Oktober 2019
- Viertelfinale: 23. November 2019
- Halbfinale: 21. bis 22. April 2020
- Finale: 23. Mai 2020

Aufgrund der COVID-19-Pandemie mussten die Halbfinalspiele und das Finale verschoben werden.

## 1. Runde
Die Partien der 1. Runde wurden am 2. Juli 2019 in der Sportschule Wedau ausgelost. Gelost wurde aus zwei Töpfen. In Topf 1 befanden sich die 24 Vereine von der 3. Liga bis zur Oberliga Niederrhein, in Topf 2 die 40 Vereine, die sich über die Kreispokale qualifiziert haben.
| Datum                 |                        | Ergebnis                         |                         |
| --------------------- | ---------------------- | -------------------------------- | ----------------------- |
| 02.08.2019, 19:30 Uhr | Wuppertaler SV         | 3:1 (2:1)                        | VfR Fischeln            |
| 02.08.2019, 19:30 Uhr | SGE Bedburg-Hau        | 3:5 (1:2)                        | SC Kapellen-Erft        |
| 03.08.2019, 14:00 Uhr | TuS Hackenbroich       | 1:4 n. V. (1:1, 1:0)             | SC Velbert              |
| 03.08.2019, 16:00 Uhr | SV Burgaltendorf       | 2:1 (2:0)                        | SC Union Nettetal       |
| 03.08.2019, 16:00 Uhr | Viktoria Buchholz      | 0:4 (0:2)                        | 1. FC Monheim           |
| 03.08.2019, 17:00 Uhr | SV 1926 Rindern        | 1:3 (0:1)                        | Schwarz-Weiß Essen      |
| 04.08.2019, 15:00 Uhr | Rather SV              | 2:1 (0:1)                        | SV Straelen             |
| 04.08.2019, 15:00 Uhr | TSV Kaldenkirchen      | 0:4 (0:0)                        | FC Kray                 |
| 04.08.2019, 15:00 Uhr | SG Kupferdreh-Byfang   | 0:5 (0:2)                        | Ratingen 04/19          |
| 04.08.2019, 15:00 Uhr | TuB Bocholt            | 0:2 (0:1)                        | 1. FC Kleve             |
| 04.08.2019, 15:00 Uhr | SV 19 Sevelen          | 1:7 (1:4)                        | 1. FC Bocholt           |
| 04.08.2019, 15:00 Uhr | VfB Speldorf           | 0:9 (0:4)                        | Sportfreunde Baumberg   |
| 04.08.2019, 15:00 Uhr | GSV Moers              | 0:5 (0:1)                        | TVD Velbert             |
| 04.08.2019, 15:00 Uhr | SV Blau-Weiß Dingden   | 0:4 (0:1)                        | SpVg Schonnebeck        |
| 04.08.2019, 15:00 Uhr | Duisburger FV 08       | 0:4 (0:3)                        | SSVg Velbert            |
| 04.08.2019, 15:00 Uhr | SV Scherpenberg        | 2:3 (0:1)                        | TSV Meerbusch           |
| 04.08.2019, 15:00 Uhr | SV Fortuna Bottrop     | 1:11 (1:5)                       | VfB 03 Hilden           |
| 04.08.2019, 15:00 Uhr | SC Düsseldorf-West     | 2:2 n. V. (1:1, 1:0) (5:6 i. E.) | TuRU Düsseldorf         |
| 04.08.2019, 15:00 Uhr | 1. FC Viersen          | 3:1 (0:1)                        | TSV Solingen-Aufderhöhe |
| 04.08.2019, 15:00 Uhr | 1. FC Grevenbroich-Süd | 4:1 (0:1)                        | TSV 05 Ronsdorf         |
| 04.08.2019, 15:00 Uhr | Viktoria Goch          | 3:3 n. V. (2:2, 1:1) (3:2 i. E.) | DJK Sparta Bilk         |
| 04.08.2019, 15:00 Uhr | DV Solingen            | 1:5 (0:1)                        | TV Jahn Hiesfeld        |
| 04.08.2019, 15:00 Uhr | SSV Strümp             | 0:7 (0:2)                        | FSV Duisburg            |
| 04.08.2019, 15:00 Uhr | ASV Einigkeit Süchteln | 4:1 (1:1)                        | VSF Amern               |
| 04.08.2019, 15:00 Uhr | SC Hardt               | 6:0 (2:0)                        | Glück-Auf Sterkrade     |
| 04.08.2019, 15:00 Uhr | SV Friedrichsfeld      | 1:2 (0:1)                        | MSV Düsseldorf          |
| 04.08.2019, 15:00 Uhr | FC Remscheid           | 0:1 (0:1)                        | ESC Rellinghausen 06    |
| 06.08.2019, 19:30 Uhr | FSV Vohwinkel          | 2:8 (1:3)                        | Rot-Weiß Oberhausen     |
| 07.08.2019, 19:00 Uhr | Hamminkelner SV        | 0:2 (0:0)                        | VfB Homberg             |
| 07.08.2019, 19:30 Uhr | Rot-Weiss Essen        | 5:0 (2:0)                        | SV Genc Osman Duisburg  |
| 14.08.2019, 19:30 Uhr | SV Budberg             | 1:7 (1:6)                        | KFC Uerdingen 05        |
| 14.08.2019, 19:30 Uhr | SC 1920 Oberhausen     | 0:11 (0:3)                       | MSV Duisburg            |

## 2. Runde
Die Partien der 2. Runde wurden am 15. August 2019 in der Sportschule Wedau ausgelost. Gelost wurde aus zwei Töpfen. In Topf 1 befanden sich die Vereine von der 3. Liga bis zur Oberliga Niederrhein, in Topf 2 die Vereine der unteren Ligen. „Losfee“ war die ehemalige Nationalspielerin Inka Grings
| Datum                 |                        | Ergebnis             |                       |
| --------------------- | ---------------------- | -------------------- | --------------------- |
| 03.09.2019, 19:30 Uhr | 1. FC Grevenbroich-Süd | 0:3 (0:1)            | SpVg Schonnebeck      |
| 04.09.2019, 19:30 Uhr | Rather SV              | 2:1 (1:1)            | SC Velbert            |
| 04.09.2019, 19:30 Uhr | FSV Duisburg           | 1:0 (0:0)            | Ratingen 04/19        |
| 04.09.2019, 19:30 Uhr | TV Jahn Hiesfeld       | 3:4 n. V. (3:3, 2:1) | TSV Meerbusch         |
| 04.09.2019, 19:30 Uhr | 1. FC Monheim          | 1:3 (0:3)            | Rot-Weiß Oberhausen   |
| 04.09.2019, 19:30 Uhr | TuRU Düsseldorf        | 3:2 (0:1)            | VfB Homberg           |
| 04.09.2019, 20:00 Uhr | 1. FC Viersen          | 1:2 (0:1)            | VfB 03 Hilden         |
| 04.09.2019, 20:00 Uhr | MSV Düsseldorf         | 1:4 (0:2)            | 1. FC Kleve           |
| 04.09.2019, 20:00 Uhr | ASV Einigkeit Süchteln | 1:4 n. V. (1:1, 1:0) | FC Kray               |
| 04.09.2019, 20:00 Uhr | Viktoria Goch          | 0:2 (0:0)            | TVD Velbert           |
| 04.09.2019, 20:00 Uhr | SC Kapellen-Erft       | 3:1 (0:1)            | Schwarz-Weiß Essen    |
| 05.09.2019, 19:00 Uhr | SV Burgaltendorf       | 3:1 (1:0)            | Sportfreunde Baumberg |
| 06.09.2019, 19:30 Uhr | Rot-Weiss Essen        | 2:1 (1:0)            | KFC Uerdingen 05      |
| 17.09.2019, 19:30 Uhr | Wuppertaler SV         | 3:0 (2:0)            | ESC Rellinghausen 06  |
| 18.09.2019, 19:30 Uhr | SC Hardt               | 2:3 (1:1)            | 1. FC Bocholt         |
| 12.10.2019, 14:00 Uhr | SSVg Velbert           | 2:0 (2:0)            | MSV Duisburg          |

## Achtelfinale
Am 25. September 2019 wurden die Achtelfinalbegegnungen in der Sportschule Wedau ausgelost. Es wurde aus zwei Lostöpfen gezogen.
| Datum                 |                  | Ergebnis              |                     |
| --------------------- | ---------------- | --------------------- | ------------------- |
| 09.10.2019, 19:30 Uhr | FSV Duisburg     | 2:4 (1:3)             | TSV Meerbusch       |
| 09.10.2019, 19:30 Uhr | Rather SV        | 0:2 (0:1)             | TVD Velbert         |
| 09.10.2019, 19:30 Uhr | 1. FC Bocholt    | 0:0 n. V. (5:4 i. E.) | Wuppertaler SV      |
| 16.10.2019, 19:30 Uhr | SC Kapellen-Erft | 2:3 n. V. (2:2, 1:2)  | 1. FC Kleve         |
| 16.10.2019, 19:30 Uhr | TuRU Düsseldorf  | 0:4 (0:2)             | Rot-Weiß Oberhausen |
| 23.10.2019, 19:30 Uhr | SSVg Velbert     | 2:0 (2:0)             | VfB 03 Hilden       |
| 24.10.2019, 19:00 Uhr | SV Burgaltendorf | 3:1 (1:0)             | FC Kray             |
| 30.10.2019, 19:30 Uhr | SpVg Schonnebeck | 0:9 (0:5)             | Rot-Weiss Essen     |

## Viertelfinale
Die Auslosung des Viertelfinales fand am 30. Oktober 2019 nach der Achtelfinalpartie zwischen der SpVg Schonnebeck und Rot-Weiss Essen im Stadion Essen statt. „Losfee“ war der Rekordspieler der Essener Willi Lippens.
| Datum                 |                  | Ergebnis  |                     |
| --------------------- | ---------------- | --------- | ------------------- |
| 23.11.2019, 17:30 Uhr | TSV Meerbusch    | 1:4 (1:0) | 1. FC Kleve         |
| 05.12.2019, 19:30 Uhr | SV Burgaltendorf | 1:9 (1:4) | Rot-Weiss Essen     |
| 04.03.2020, 19:00 Uhr | SSVg Velbert     | 0:2 (0:1) | TVD Velbert         |
| 04.03.2020, 19:30 Uhr | 1. FC Bocholt    | 2:1 (1:0) | Rot-Weiß Oberhausen |

## Halbfinale
Die Auslosung des Halbfinales fand am 9. März 2020 in der Sportschule Wedau statt. Im Lostopf befanden sich mit dem 1. FC Kleve, TVD Velbert und den 1. FC Bocholt drei Oberligisten, sowie Regionalligist Rot-Weiss Essen. Die Spiele sollten ursprünglich am 21. und am 22. April 2020 ausgetragen werden, wurden jedoch wegen der COVID-19-Pandemie auf August 2020 verschoben. Zu dem Partien waren nur 300 Zuschauer zugelassen.
| Datum                 |             | Ergebnis              |                 |
| --------------------- | ----------- | --------------------- | --------------- |
| 18.08.2020, 19:00 Uhr | TVD Velbert | 0:2 (0:0)             | Rot-Weiss Essen |
| 18.08.2020, 19:30 Uhr | 1. FC Kleve | 0:0 n. V. (4:3 i. E.) | 1. FC Bocholt   |

## Finale
Das Finale war für den 23. Mai 2020 geplant, wurde aber wegen der COVID-19-Pandemie auf den 22. August verschoben. Es wurde im Rahmen des „Finaltag der Amateure 2020“ ausgetragen und in einer Konferenz mit 19 anderen Verbandspokalfinales in der ARD übertragen. Die Anzahl der Zuschauer war auf 300 begrenzt.
| Paarung                   | Rot-Weiss Essen – 1. FC Kleve |
| Ergebnis                  | 3:1 (1:0) |
| Datum                     | 22. August 2020 um 14:45 Uhr |
| Stadion                   | Stadion Essen, Essen |
| Zuschauer                 | 300 |
| Schiedsrichter            | Florian Heien (Xanten) |
| Schiedsrichterassistenten | Alexander Busse, Marco Lechtenberg |
| Vierter Offizieller       | Maximilian Fischedick |
| Tore                      | 1:0 Engelmann (38.) 1:1 Dragovic (52., Foulelfmeter) 2:1 Engelmann (56.) 3:1 Engelmann (82., Foulelfmeter) |
| Rot-Weiss Essen           | Daniel Davari – Jonas Behounek (77. Joshua Endres), Daniel Heber, Alexander Hahn, Kevin Grund – Amara Condé, Sandro Plechaty, Felix Backszat (65. Marcel Platzek), Marco Kehl-Gómez , Oğuzhan Kefkir (89. Ayodele Adetula) – Simon Engelmann (89. Jan-Lucas Dorow) Cheftrainer: Christian Neidhart |
| 1. FC Kleve               | Ahmet Taner – Kai Robin Schneider, Tim Haal, Nedzad Dragovic, Sezai Kezer – Mike Terfloth, Fabio Forster , Luca Plum (46. Luca Thuyl), Pascal Hühner – Ryo Terada (80. Sebastian Santana), Niklas Klein-Wiele Cheftrainer: Umut Akpinar                                                            |
| Gelbe Karten              | keine – Forster (24.) |